# Basilique Saint-Michel de Bordeaux
Cette  basilique n’est pas la seule basilique Saint-Michel.
La basilique Saint-Michel de Bordeaux est la deuxième plus grande église catholique de la ville de Bordeaux, dans le sud-ouest de la France. Bâtie du XIVe siècle au XVIe siècle, elle est caractéristique du style gothique flamboyant. L'église a donné son nom au quartier dans lequel elle se situe.
La basilique partage avec la cathédrale Saint-André la particularité d'être dotée d'un clocher indépendant du sanctuaire, un campanile. S'élevant à une hauteur de 114 mètres, il est le plus haut du midi de la France et le quatrième plus haut de l'hexagone, derrière la flèche des cathédrales de Rouen (151 mètres), de Strasbourg (142 mètres) et de Chartres (115 mètres). Sa base conserve une crypte qui servit longtemps d'ossuaire, puis de lieu d'exposition pour des « momies » exhumées au XIXe siècle lors de l'aménagement de la « place Meynard », ancien cimetière paroissial.
Classée monument historique dès 1846, l'église Saint-Michel — devenue basilique mineure en 1903 — est inscrite sur la liste du patrimoine mondial de l'UNESCO depuis 1998 au titre des chemins de Saint-Jacques-de-Compostelle en France.

## Histoire

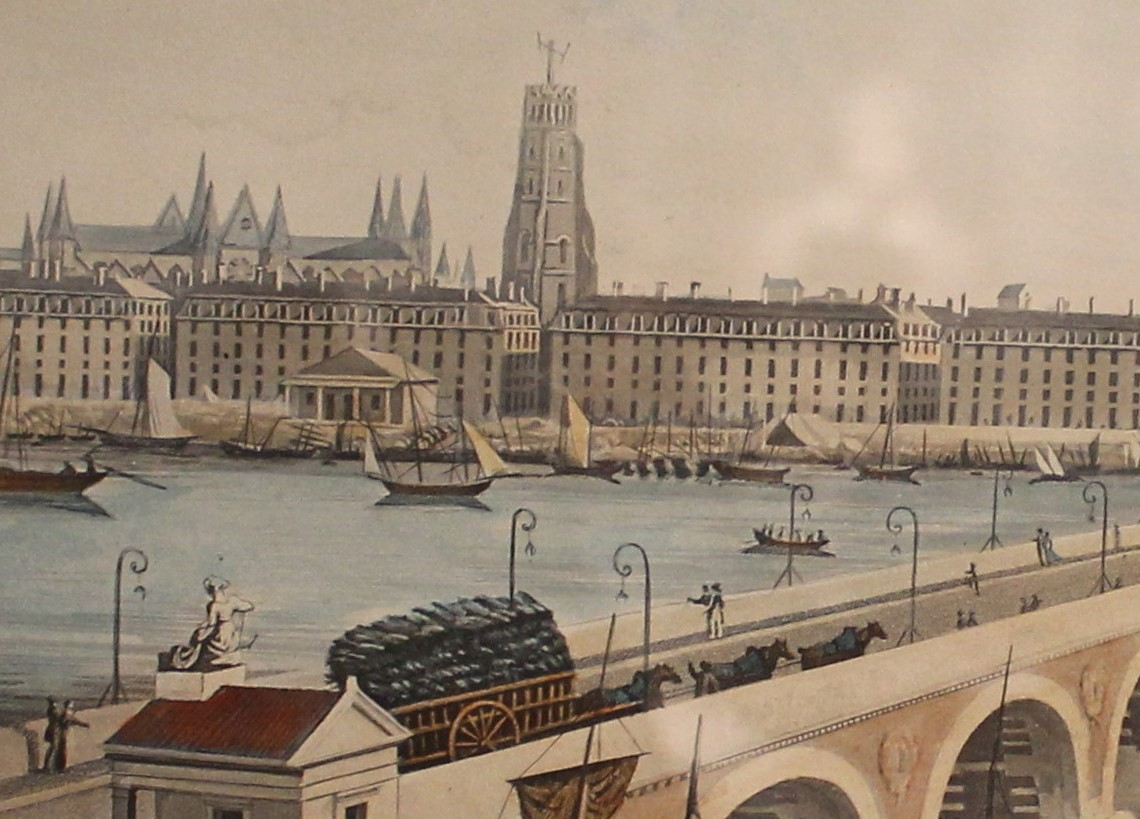
Un télégraphe Chappe au sommet de la tour Saint-Michel à Bordeaux (1830).

L'actuel édifice succède à une ancienne église paroissiale située « hors-les-murs », c'est-à-dire en dehors des remparts de la ville. La construction de la troisième enceinte urbaine, incluant l'antique sanctuaire, contribue au développement du quartier dans le courant du XIVe siècle. Ce dernier est alors le domaine des marchands et artisans, tels que « carpenteyres » (charpentiers) ou « fustiers » (tonneliers).
Le chantier de la nouvelle église débute aux environs de 1330. Le siècle qui suit, marqué par les calamités (guerre de Cent Ans, peste en 1348, inondations), le ralentit considérablement. L'église-halle sort de terre en 1430. L'époque est alors celle du gothique flamboyant, aussi le conseil paroissial décide de faire exhausser la nef centrale pour en faire une basilique. Louis XI qui a placé le royaume de France sous la protection de l'archange Saint-Michel, fait à l'église des dons importants lors de sa visite en 1462. Peu après, le chantier est placé sous la direction d'un maître d'œuvre originaire de Saintes, Jean Lebas, et de ses fils qui font notamment ériger, de 1472 à 1492, le clocher, quinze mètres en avant de l'église, à la place d'un ancien charnier. La hauteur de la flèche qui donne prise au vent, suscite l'inquiétude des habitants, la tour Saint-Michel souffrant à plusieurs reprises des intempéries. En 1466, un collège de chanoines est installé dans l'église, toujours en construction. Cette dernière devient une étape importante sur le chemin de Saint-Jacques-de-Compostelle, ce dont témoigne notamment la chapelle Saint-Jacques. Confréries et corporations contribuent par des donations à l'avancement des travaux, lesquels ne sont pourtant pas achevés avant le XVIe siècle.
L'édifice souffre des conséquences du tremblement de terre qui frappe Bordeaux le 10 août 1759. Frappée à plusieurs reprises par la foudre, faute de paratonnerre, la flèche du campanile est emportée par un ouragan en septembre 1768, ramenant sa hauteur à « seulement » 99 mètres. Un projet de restauration avait été réalisé en 1755 qui demeura sans suite. En janvier 1769, la fabrique de l'église décide de confier la restauration de son campanile à l'architecte du roi Jacques Hardouin-Mansart de Sagonne (1711–1778), dernier des Mansart, petit-fils de Jules Hardouin-Mansart, venu à Bordeaux dans l'espoir de se voir confier la réalisation du nouvel hôtel de ville. Daté du 21 janvier 1769, ce projet n'eut guère plus de succès que le précédent, faute de fonds suffisants pour sa réalisation et ce, malgré la quête décidée en avril 1771 par la fabrique auprès des fidèles. Sa construction était en effet estimée à 50 000 livres.
Le projet de Mansart de Sagonne est définitivement écarté lorsqu'en 1811, la paroisse adopte le projet de l'architecte Louis Combes. La reconstruction de la flèche attendra cependant 1860, date à laquelle Paul Abadie, architecte de la basilique du Sacré-Cœur de Montmartre à Paris, entame les travaux dans le style gothique de l'édifice. Ils seront achevés en 1869.
Le clocher présentait jusqu'alors un aspect tronqué. Au début du XIXe siècle, il accueille le télégraphe Chappe. Lors de son passage à Bordeaux en 1843, Victor Hugo le décrit en ces termes : « La tour, quoique couronnée encore d'un bloc à huit pans et à huit pignons, est fruste et tronquée à son sommet. On sent qu'elle est décapitée et morte. Le vent et le jour passent à travers ses longues ogives sans fenestrages et sans meneaux comme à travers de grands ossements. Ce n'est plus un clocher ; c'est le squelette d'un clocher. »
En 1791, le directoire du département ordonne la suppression de l'ancien cimetière paroissial entourant l'église, l'actuelle place Meynard. Les ossements sont entassés dans la crypte située sous le clocher, puis recouverts de terre. C'est au cours de ces travaux que sont découverts plusieurs dizaines de corps momifiés, les « momies de Saint-Michel ». Ces dernières sont placées dans la crypte, laquelle est ouverte à la visite jusqu'en 1979. À cette date, les corps sont de nouveau inhumés, cette fois au cimetière de la Chartreuse.
En 1846, l'église paroissiale Saint-Michel est inscrite à l'inventaire des monuments historiques, et le 1er avril 1903, un bref apostolique du pape Léon XIII en fait une basilique mineure.
Le 21 juin 1940, des bombardements soufflent une partie des vitraux de la basilique, lesquels sont remplacés après le conflit par des verrières modernistes dues à l'artiste Max Ingrand et, pour les chapelles du déambulatoire, à Jean-Henri Couturat.
En 1998, les chemins de Saint-Jacques-de-Compostelle en France sont inscrits sur la liste du patrimoine mondial de l'UNESCO, incluant les trois plus grandes églises de Bordeaux : la cathédrale Saint-André, la basilique Saint-Seurin et la basilique Saint-Michel.

## Architecture

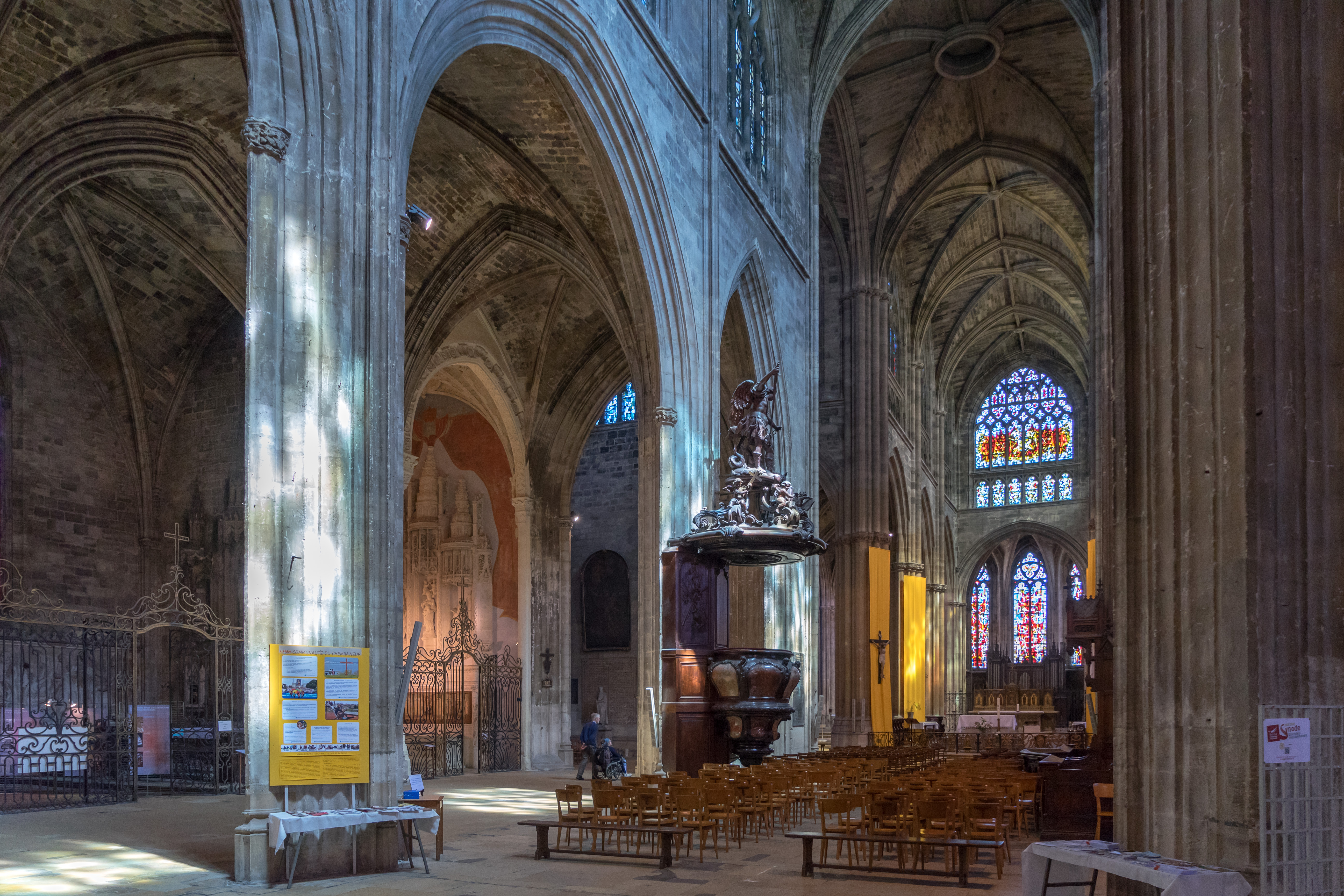
La nef de la basilique.

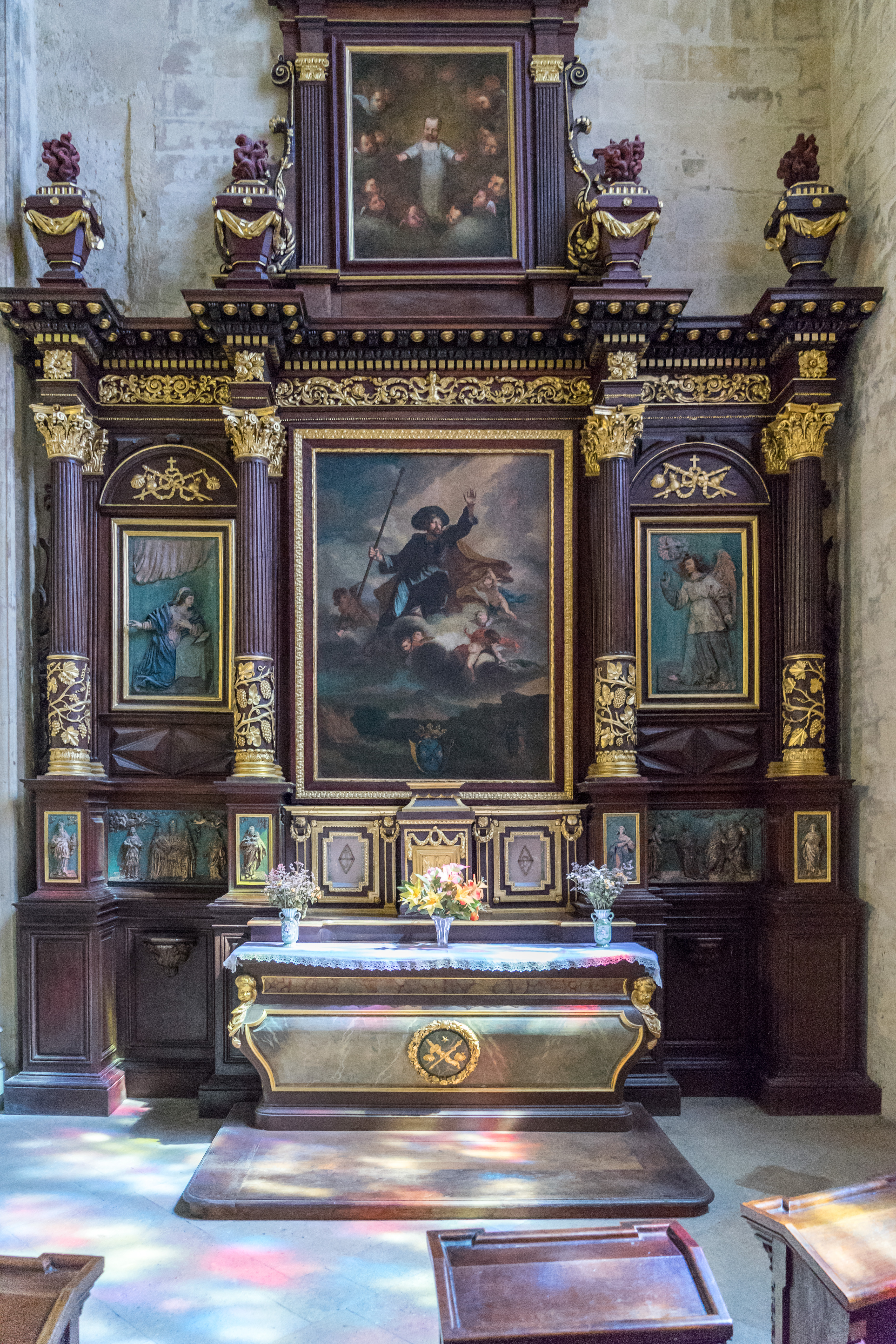
Retable de la chapelle Saint-Jacques.

Mesurant 75 mètres de long du chœur à l'entrée de la nef pour 38 mètres de large d'un croisillon à l'autre, la basilique est l'un des plus grands lieux de culte bordelais. Caractéristique du style gothique flamboyant, elle présente un plan en croix latine à triple vaisseau. La nef, haute de 23 mètres, compte quatre travées et est entièrement couverte d'une voûte d'ogives oblongue, de même que les bas-côtés. Un large transept saillant sépare symboliquement la nef du chœur, formé de trois travées et qui reprend les dispositions de la nef. Trois absidioles polygonales ferment l'ensemble.
Les bas-côtés sont doublés d'une série de 17 chapelles latérales, chacune d'elles étant dédiée à une confrérie ou à une corporation. Nombre de ces chapelles conservent des œuvres d'art. Ainsi, la chapelle Saint-Jacques, construite de 1470 à 1475, possède un retable en bois du XVIIe siècle. Celui-ci est orné en son centre d'un tableau représentant « l'apothéose de Saint-Jacques » (1632). La chapelle abrite par ailleurs le tombeau d'un jacquet, la chapelle étant dédiée au pèlerins en route vers Saint-Jacques-de-Compostelle. Plus loin, la chapelle de Ferron est ornée d'une composition sculptée reprenant le thème de la déposition de croix (1493). Une autre chapelle est dédiée à sainte Catherine d'Alexandrie, patronne des mariniers.
Parmi les autres œuvres d'art que renferme la basilique, notons également une pietà datée de la fin du XVe siècle et une sculpture représentant sainte Ursule de Cologne abritant sous son manteau les vierges martyres de Cologne. Dans la nef, une chaire du XVIIIe siècle alliant bois d'acajou et panneaux de marbre est surmontée d'une statue de Saint Michel, patron de l'église.
Plusieurs dalles numérotées ou gravées situées dans la nef témoignent de la coutume longtemps en vigueur consistant, pour les plus aisés, à se faire inhumer dans l'église. Cette pratique tombe peu à peu en désuétude au cours du XVIIIe siècle pour des raisons de salubrité publique.

### Les vitraux
De larges baies à remplage gothique flamboyant éclairent la basilique. Les vitraux qui s'y trouvent datent pour l'essentiel des XVIe siècle, XIXe et XXe siècles. Parmi les plus anciens notons ainsi un « arbre de Jessé » où dominent les tons rouges, jaunes et bleus. Les vitraux du chœur, dus à l'artiste Max Ingrand, remplacent des verrières du XIXe siècle détruites par les bombardements.

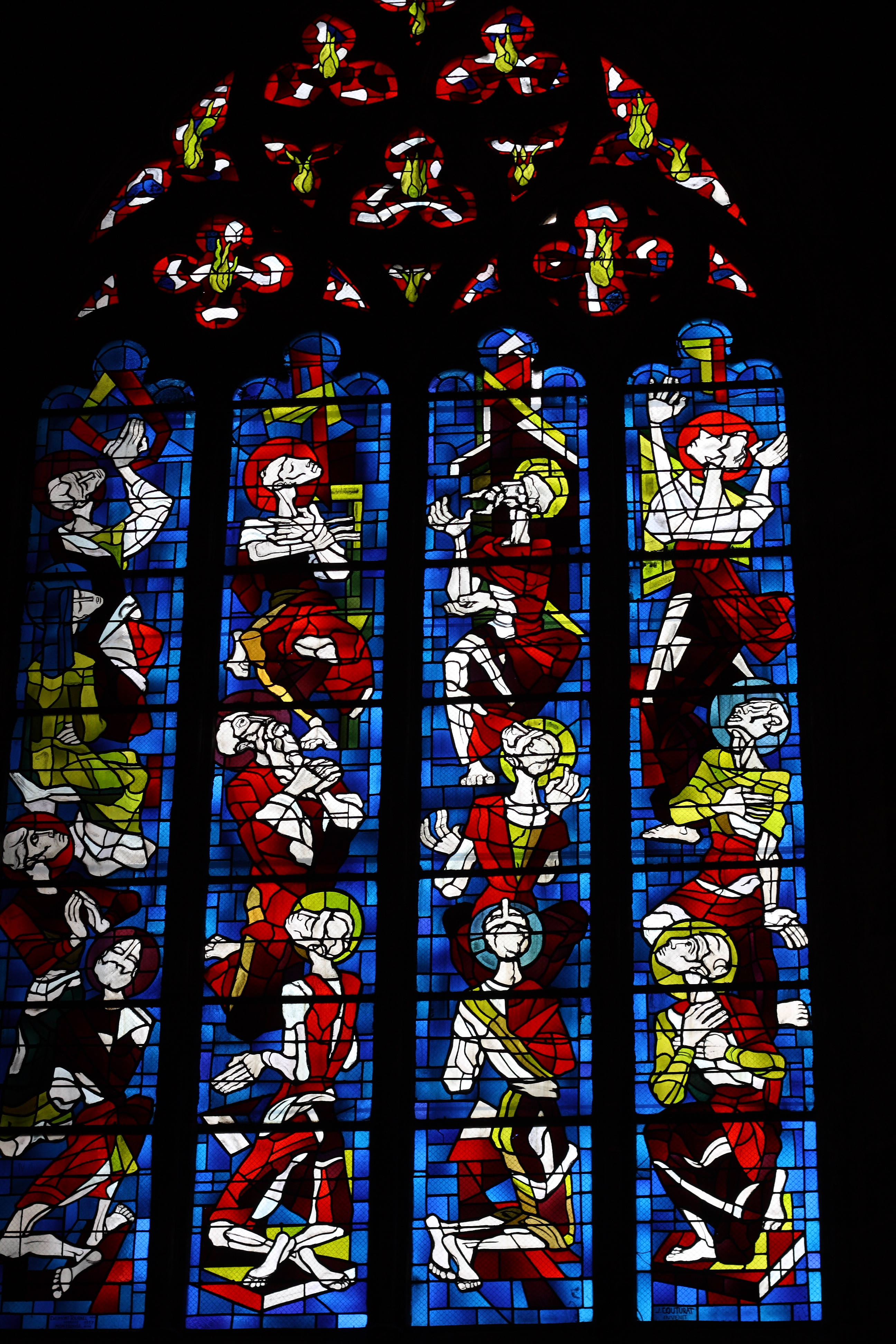
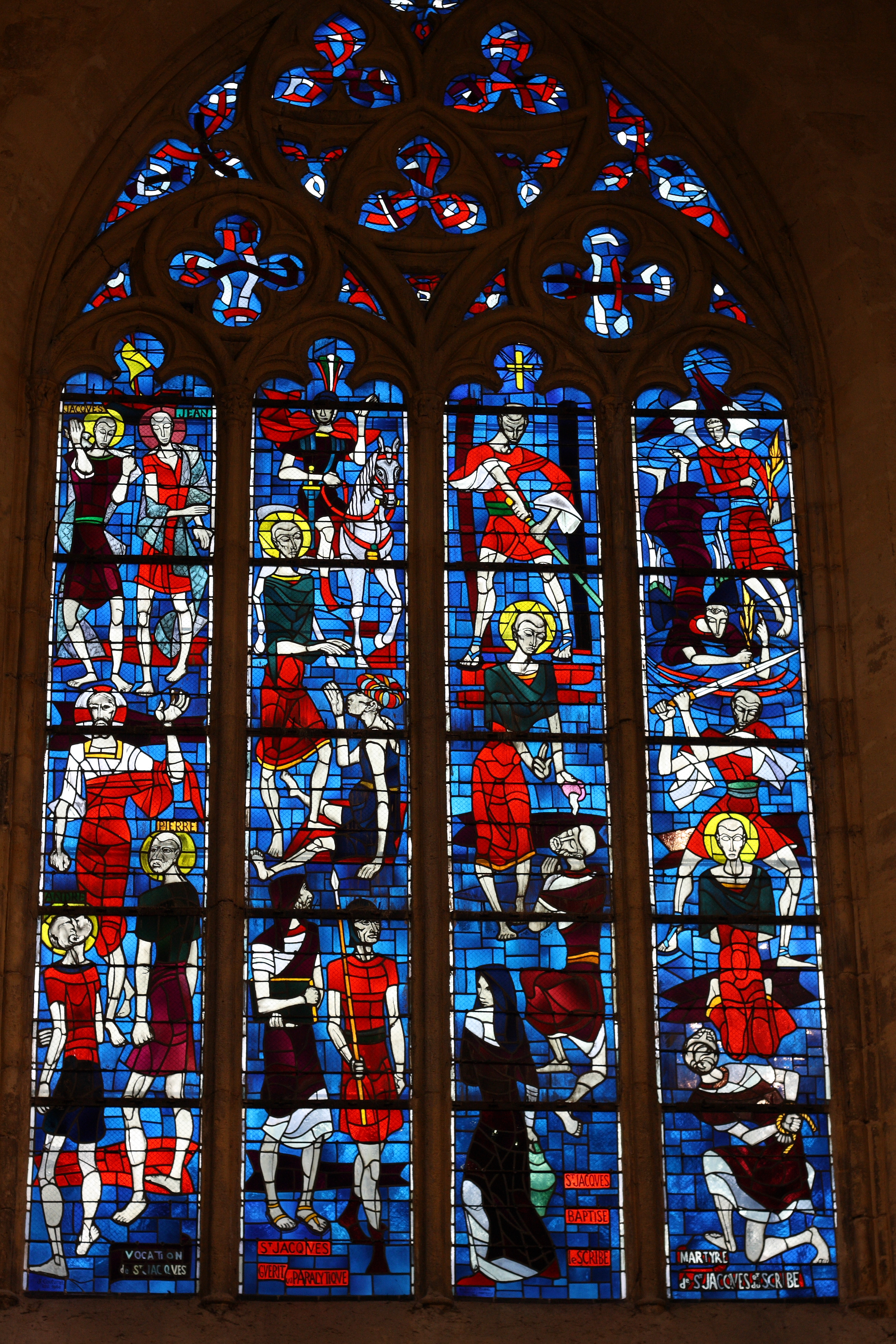
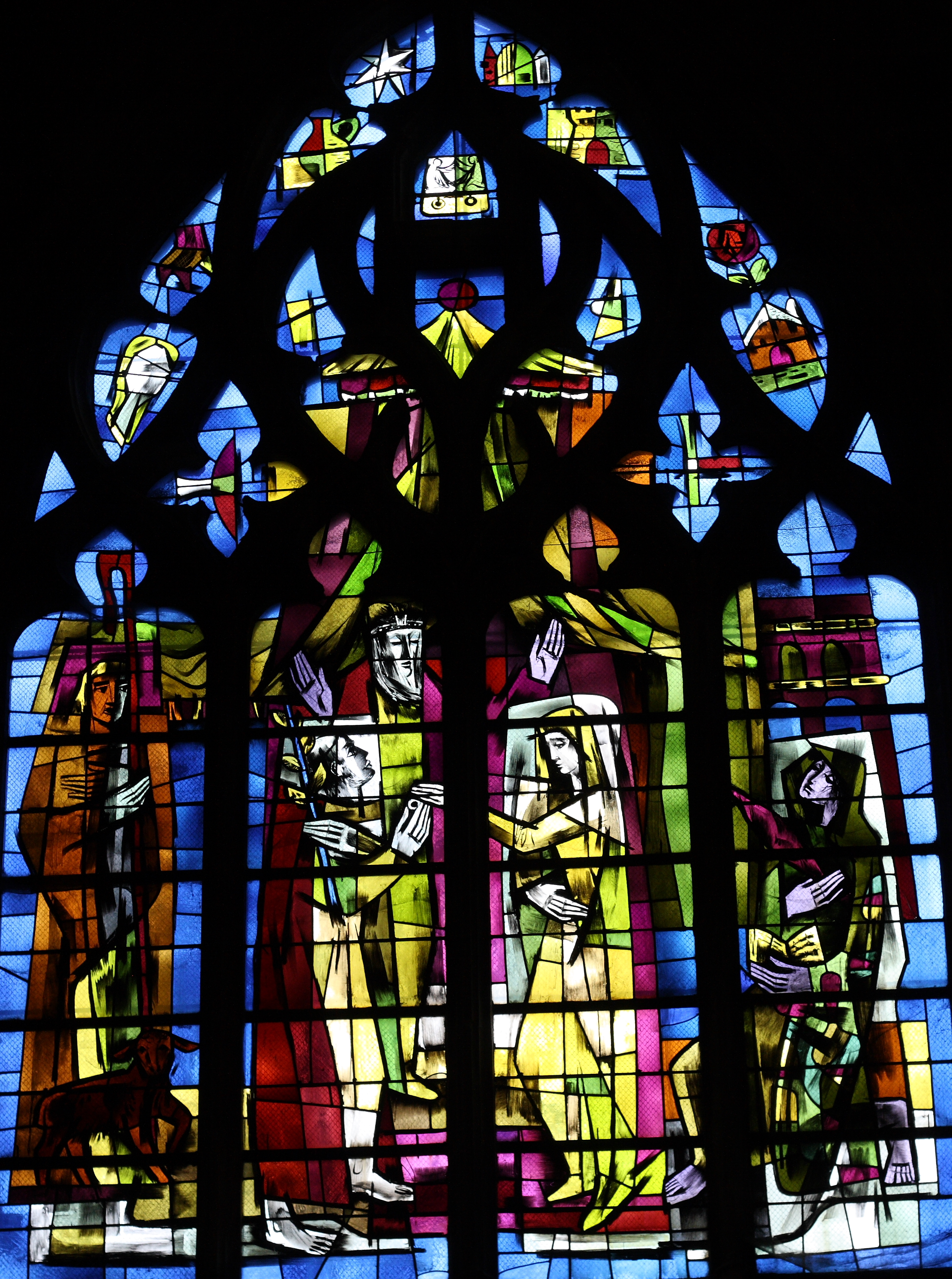
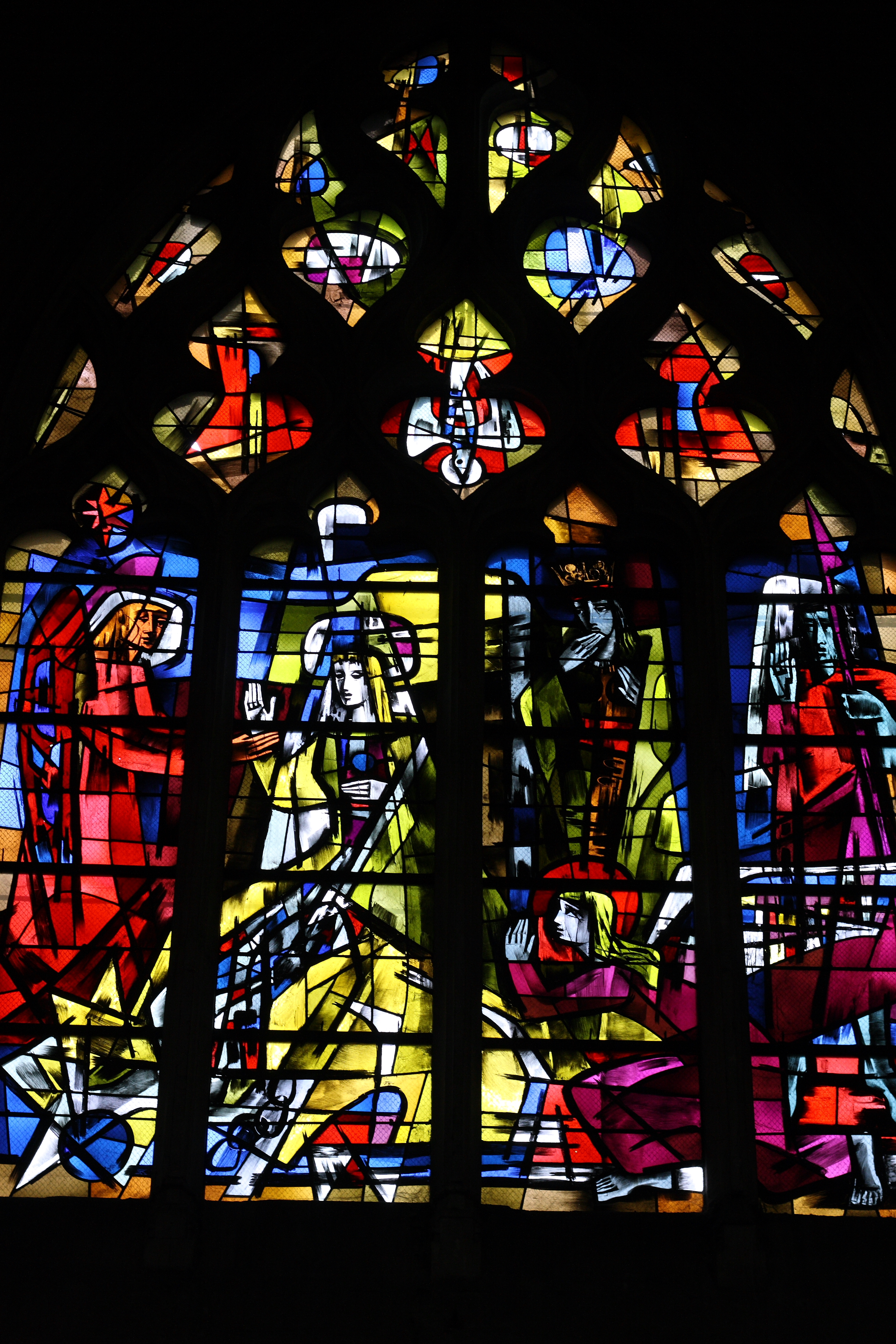
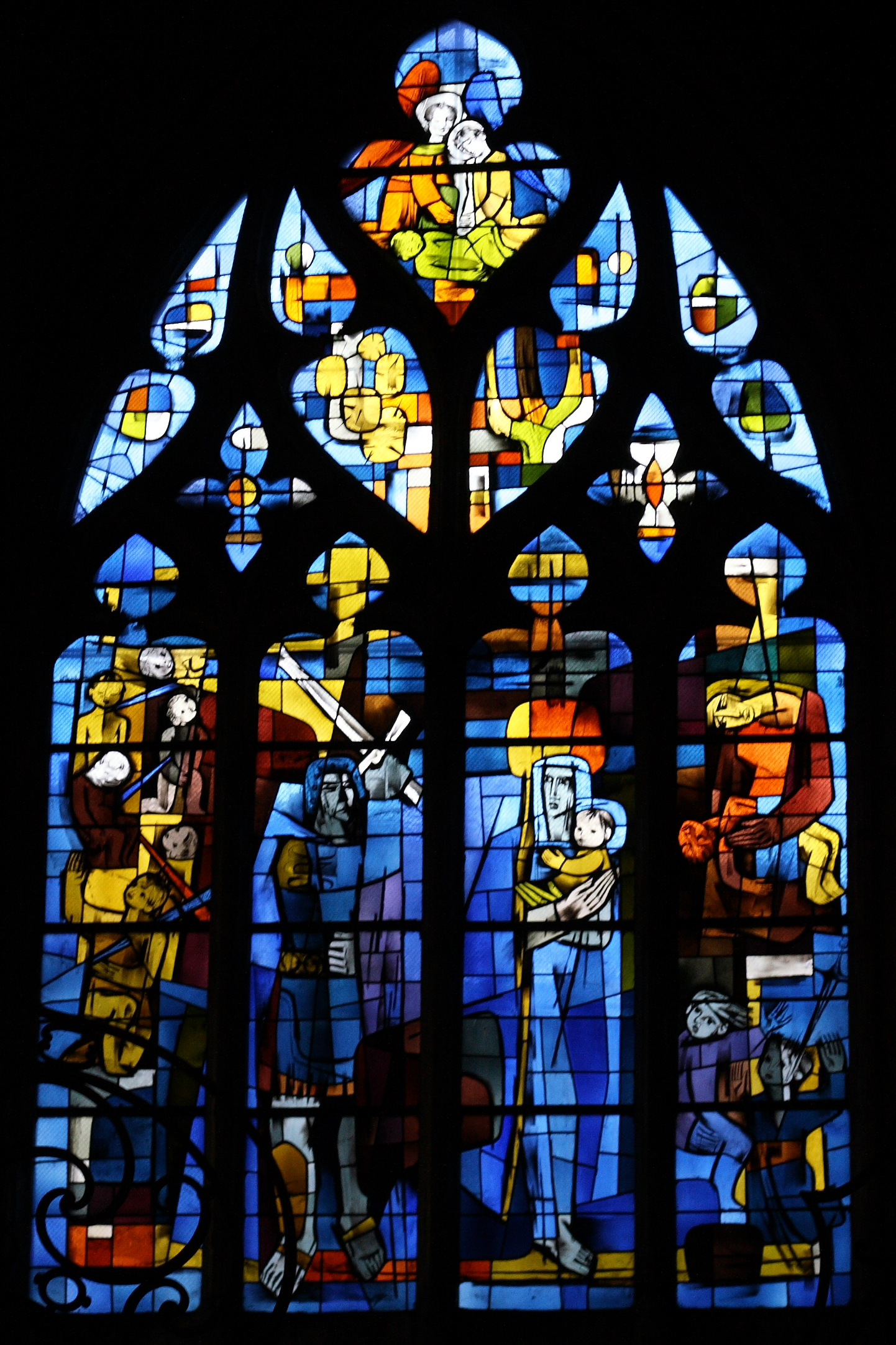
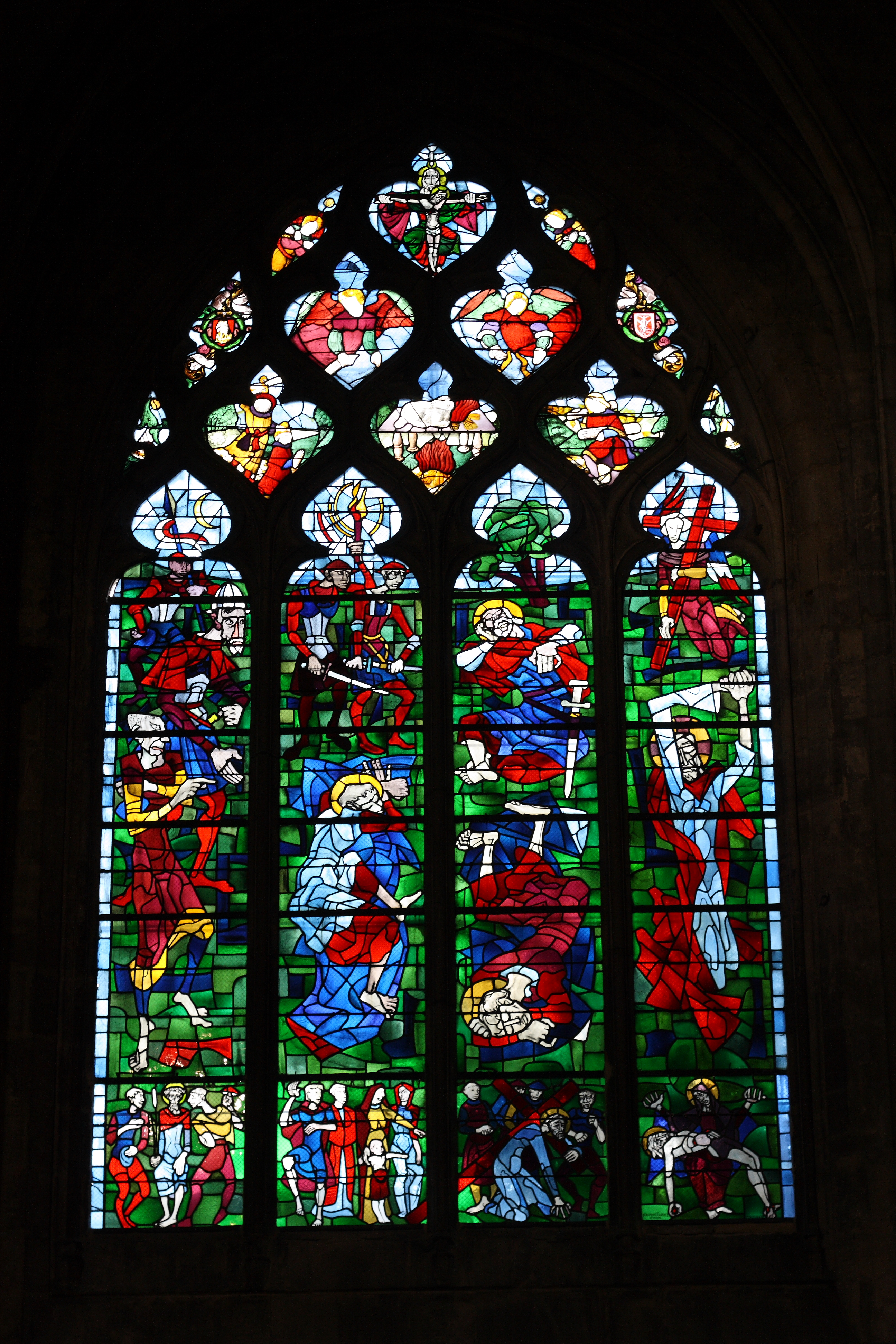
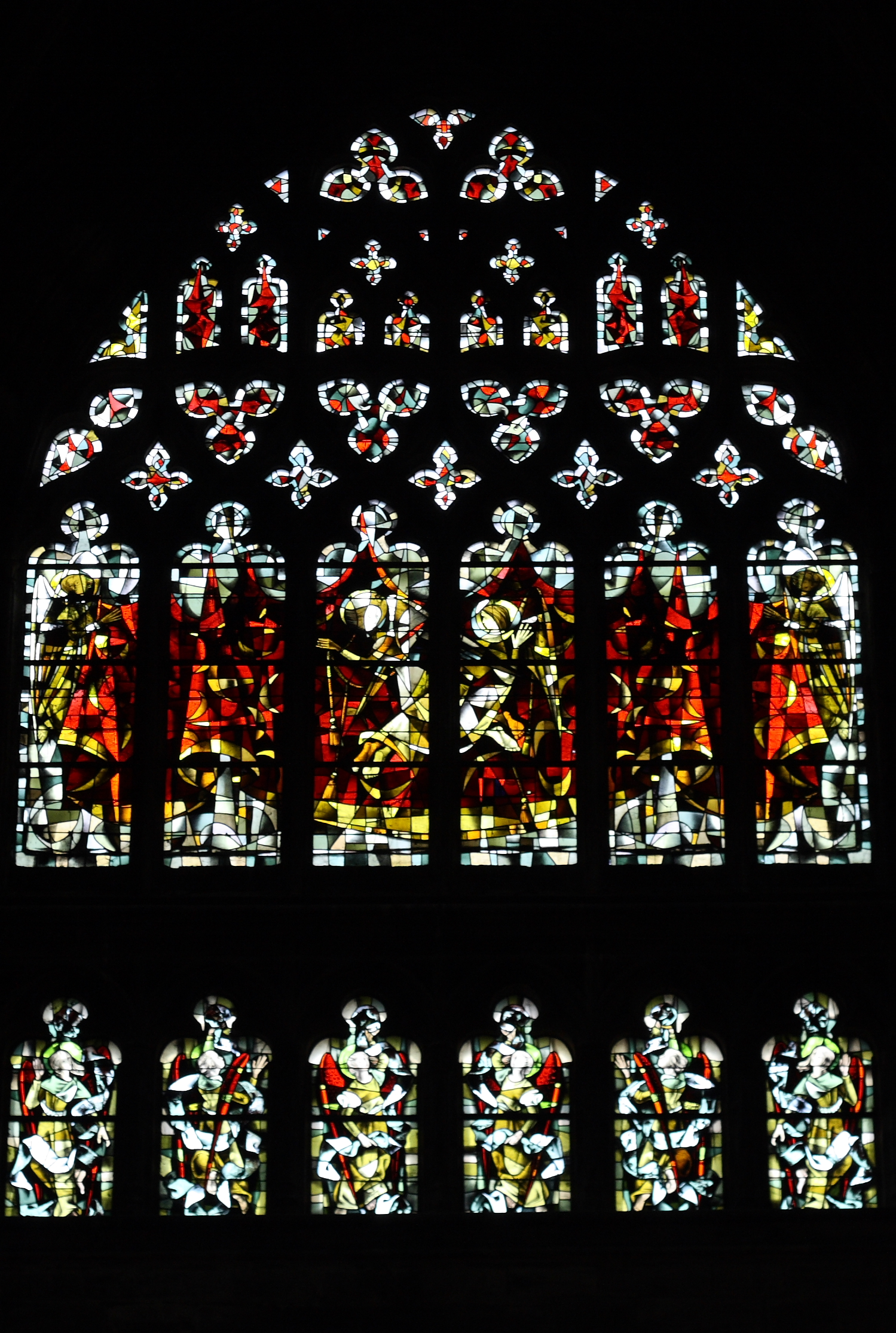
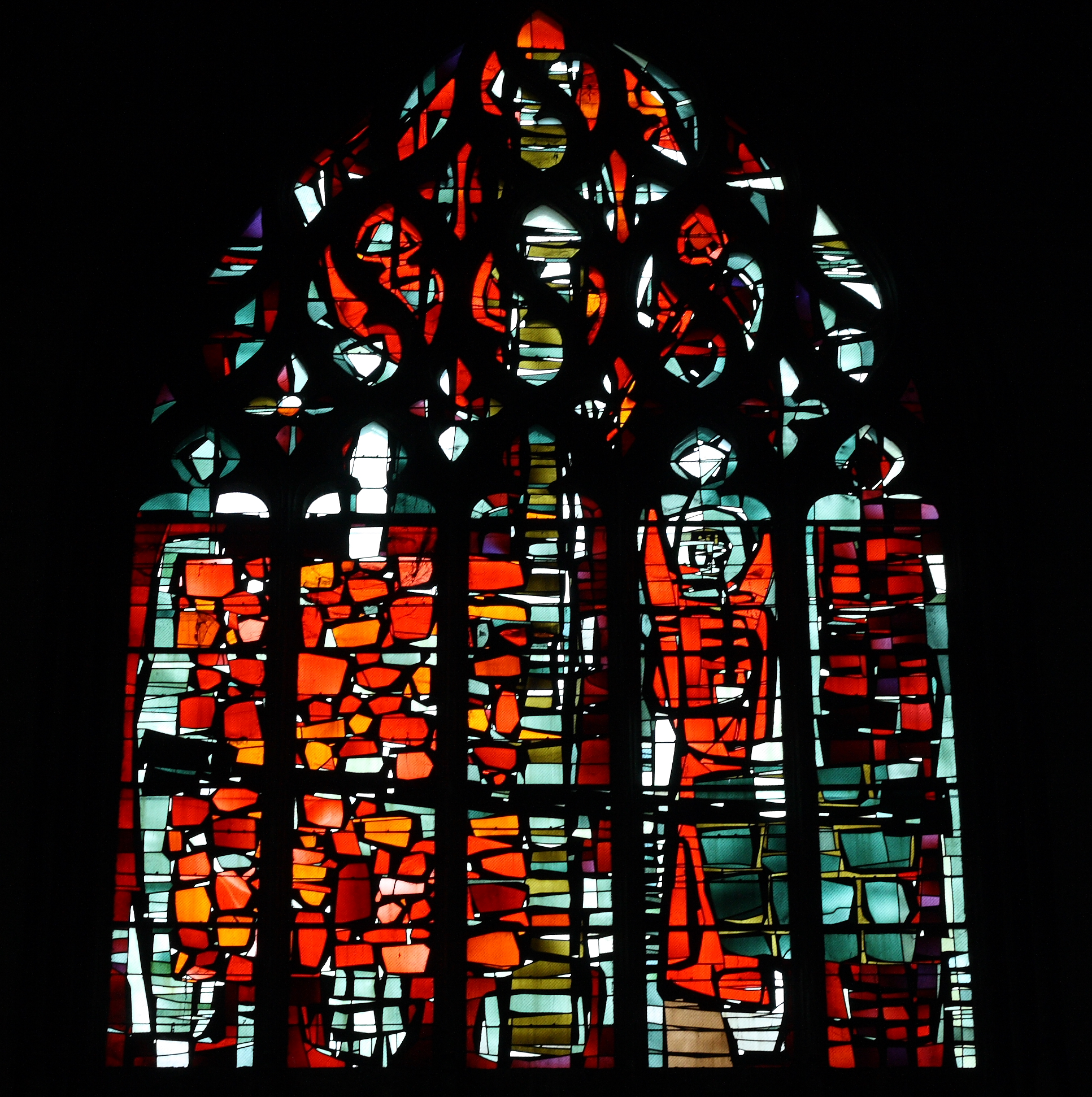

### Orgues

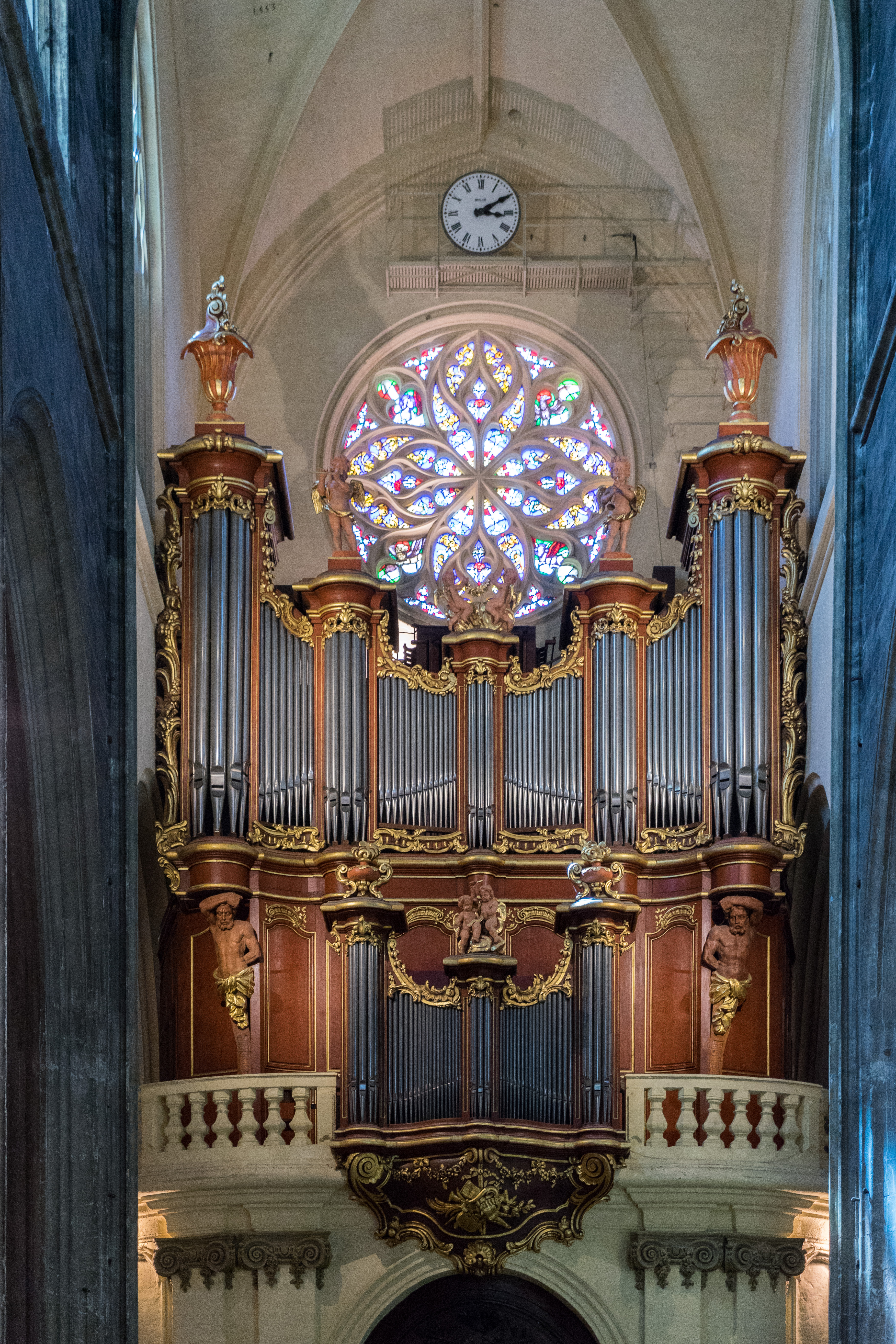
L'orgue de la basilique.

Le buffet d'orgue, de style Louis XV, est construit de 1762 à 1765 par Cessy et Audebert. Les Grandes orgues, œuvres de l'organier Micot, ont été restaurées à plusieurs reprises, et notamment reconstruites par Joseph Merklin en 1865. Elles comptent 41 jeux pour trois claviers et un pédalier. En 2008, les grandes orgues sont démontées pour être de nouveau restaurées. Cette tâche, confiée aux facteurs d'orgues Bernard Hurvy, Olivier Robert et Stéphane Robert assistés par Michel Jurine, est achevée en 2011. L'inauguration de l'orgue restauré a lieu le 16 septembre 2011 ; l'organiste Thierry Escaich y improvise et y interprète son concerto pour orgue et orchestre no 2 et le concerto pour orgue, cordes et timbales de Francis Poulenc avec l'orchestre national Bordeaux Aquitaine sous la direction de Pieter-Jelle De Boer.
Le buffet est classé par les monuments historiques en 1846, tandis que la partie instrumentale l'est depuis 1987. Le titulaire de l'instrument est Paul Darrouy.

### Flèche Saint-Michel
Le clocher-tour forme une structure indépendante du sanctuaire. Sur un plan octogonal avec une base percée de six arches massives faisant 46 m de hauteur, elle a trois étages à claires-voies. Ce socle est surmonté d'un tambour. Cantonné de contreforts et de pinacles, la tour Saint-Michel supporte une flèche ajourée édifiée de 1861 à 1869 par Paul Abadie. Haute de 114,60 mètres, la flèche Saint-Michel de Bordeaux est le plus haut clocher du midi de la France.
Ce campanile est doté d'un carillon de 22 cloches (bien que ce nombre soit inférieur à celui de 23 requis par la fédération nationale des carillons). Après restauration, le carillon est à nouveau fonctionnel depuis le 17 septembre 1999.
Depuis novembre 2020 et pour une durée de 5 ans, des travaux de restaurations sont réalisés sur la flèche.

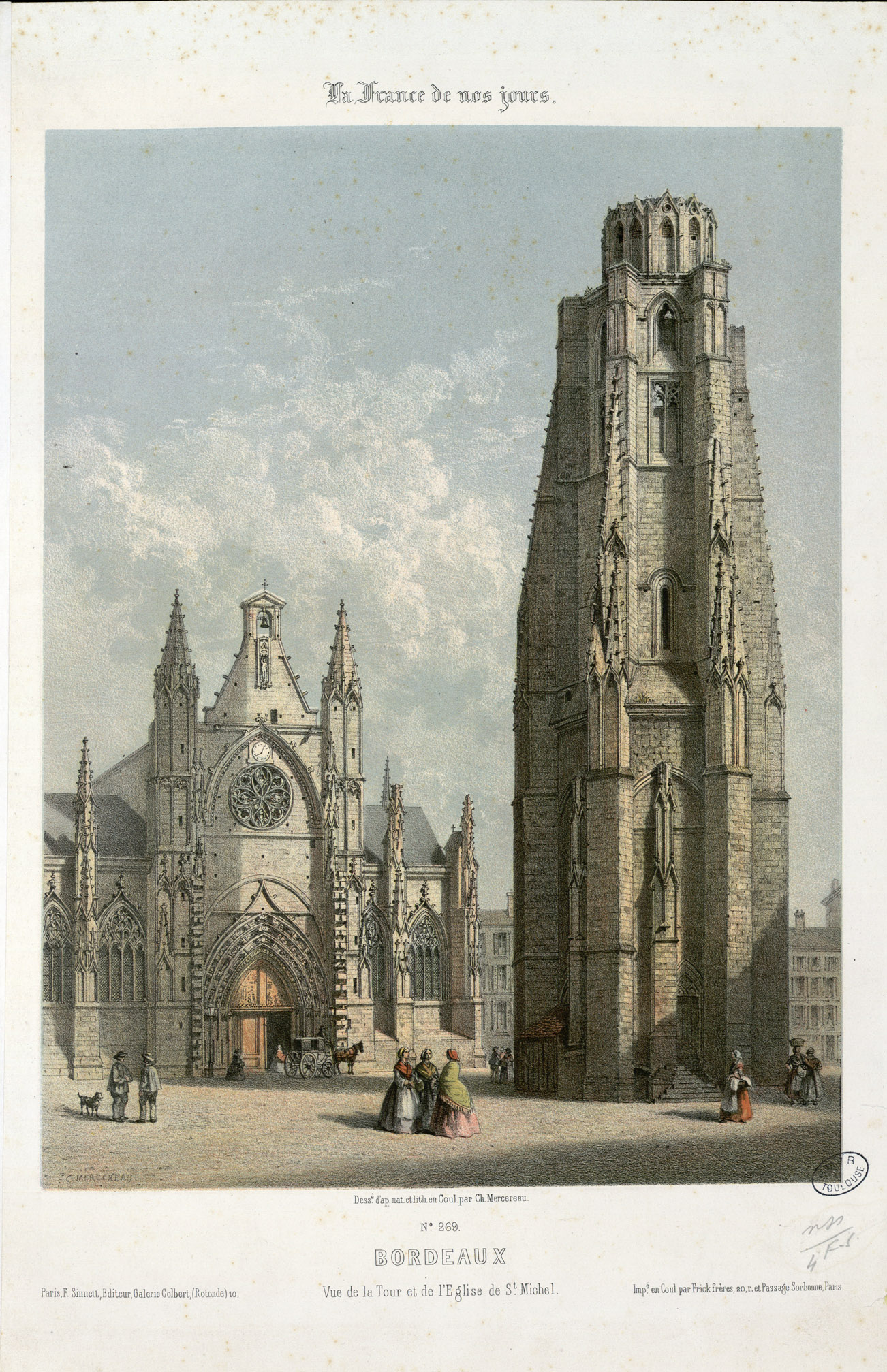
La basilique avec le clocher décapité vers 1853.
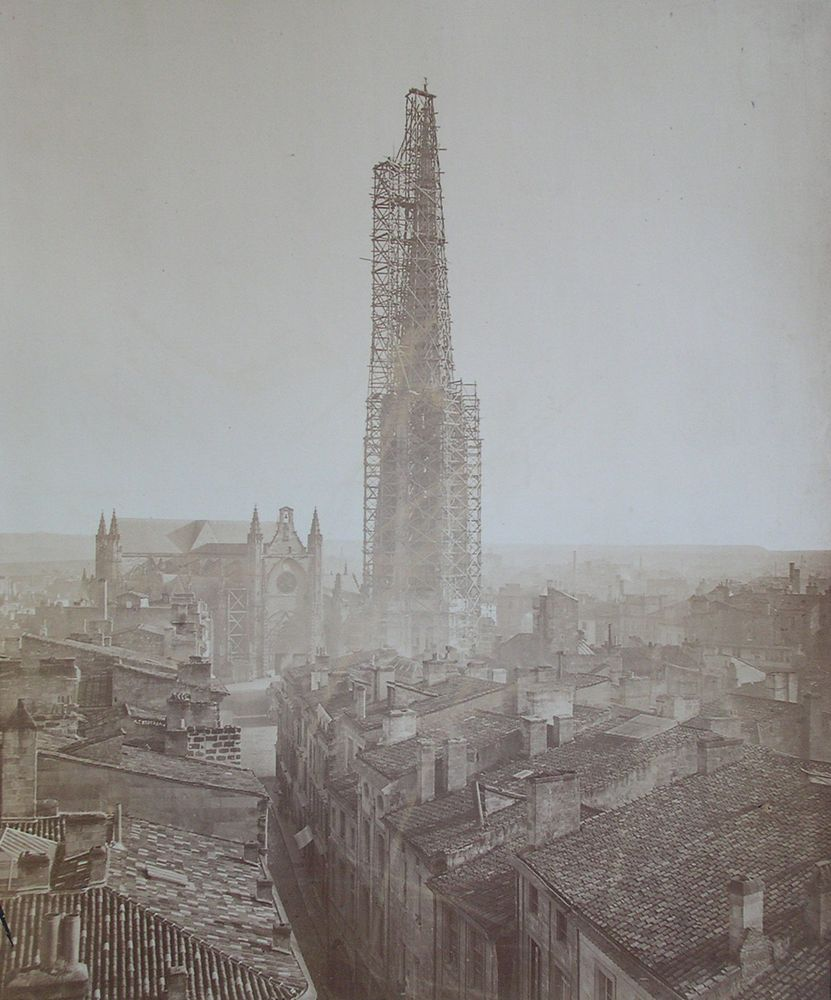
Échafaudage de la tour Saint-Michel en 1865.
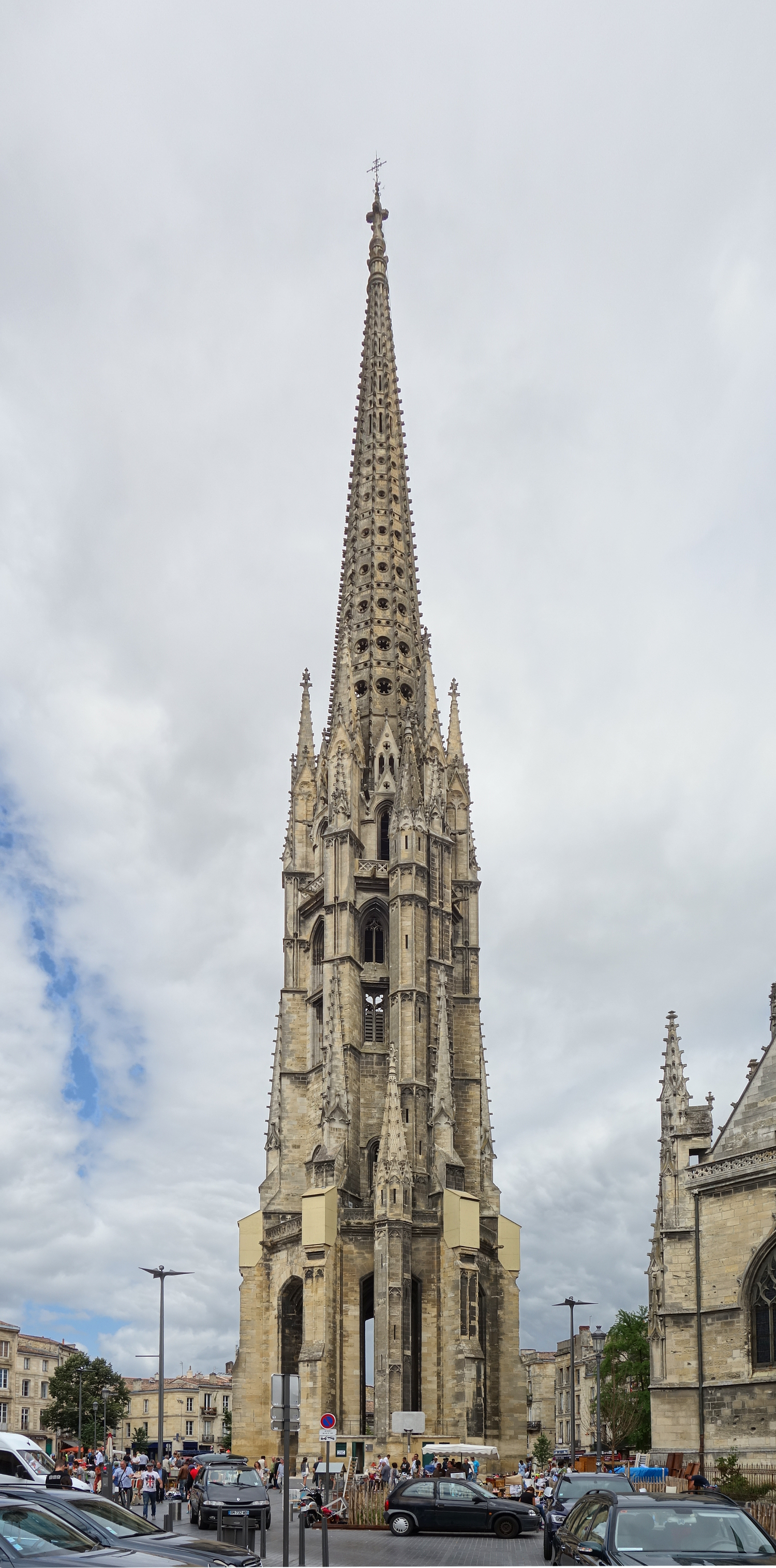
La flèche en 2015.

#### Les «momies»
|  |

La crypte située sous le clocher fut longtemps célèbre pour ses « momies », lesquelles avaient été découvertes lors de travaux de terrassement de l'ancien cimetière paroissial en 1791. Plusieurs dizaines de corps conservés par le sol argileux sont ainsi exhumés et placés en cercle dans la crypte, rapidement transformée en une sorte de musée.
Les momies attirent des curieux, parfois célèbres. Victor Hugo visite la crypte en 1843, suivi de Théophile Gautier quelques années plus tard. Ce dernier écrit ainsi :

« Il n'est jamais sorti de la nuit allemande de plus abominables spectres. »

En 1979, la crypte est fermée au public puis les momies sont de nouveau inhumées, cette fois au cimetière de la Chartreuse, en 1990.

## Protection patrimoniale
L'église a été classée monument historique en 1846. Elle devient basilique mineure en 1903. Enfin, en 1998, elle est inscrite sur la liste du patrimoine mondial de l'UNESCO au titre des chemins de Saint-Jacques-de-Compostelle en France.

## Galerie

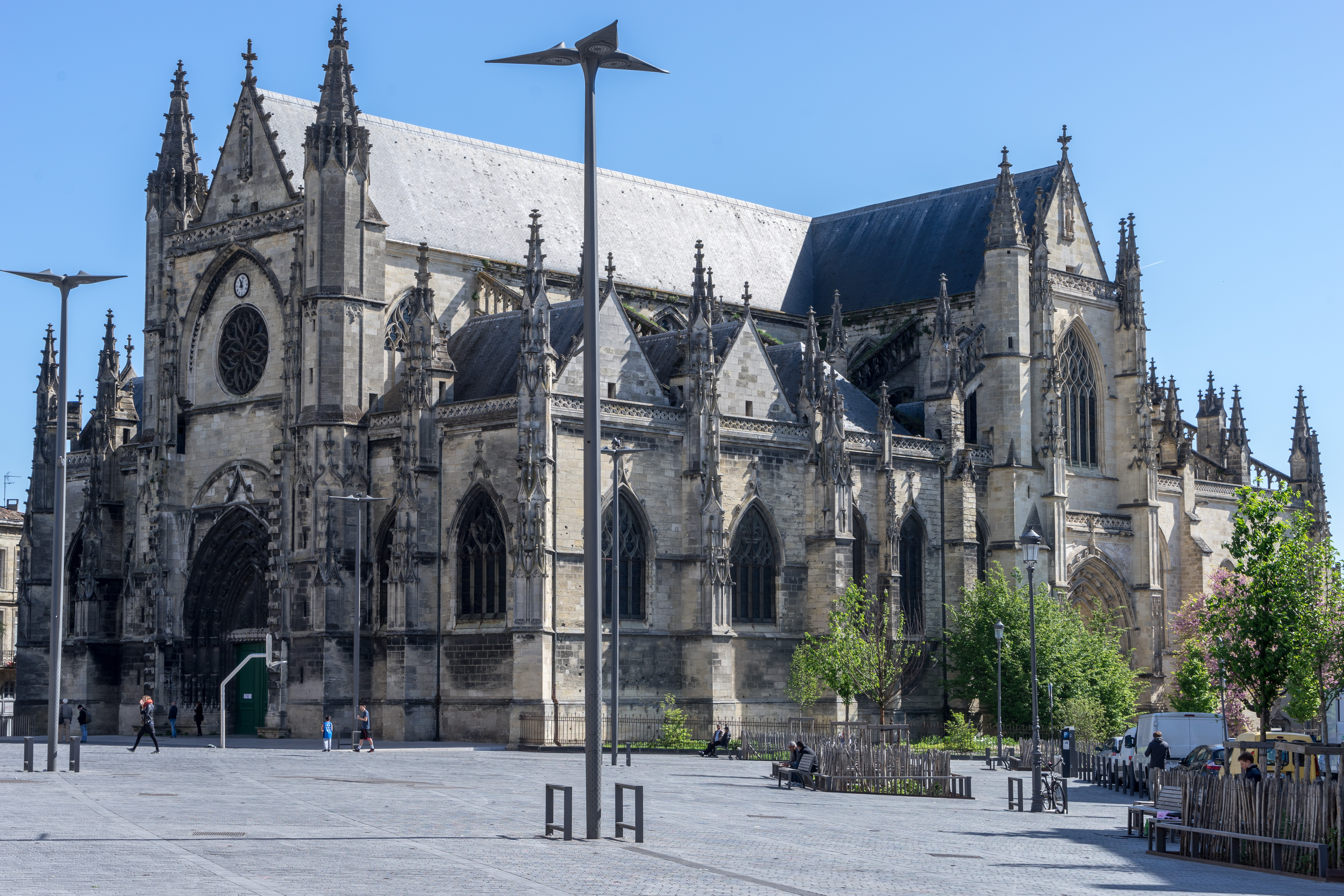
Vue extérieure de la basilique.
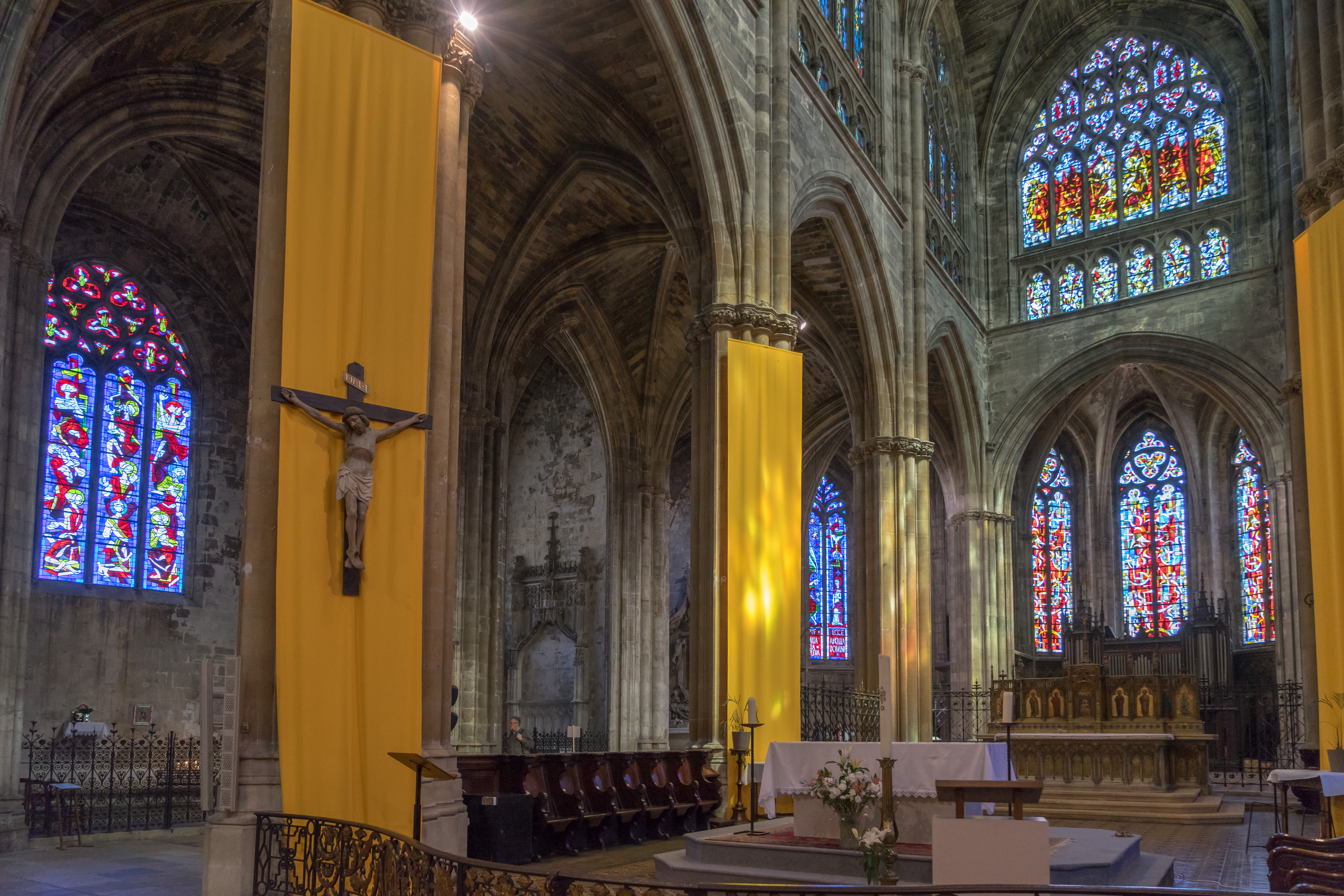
Chœur et vitraux modernes.
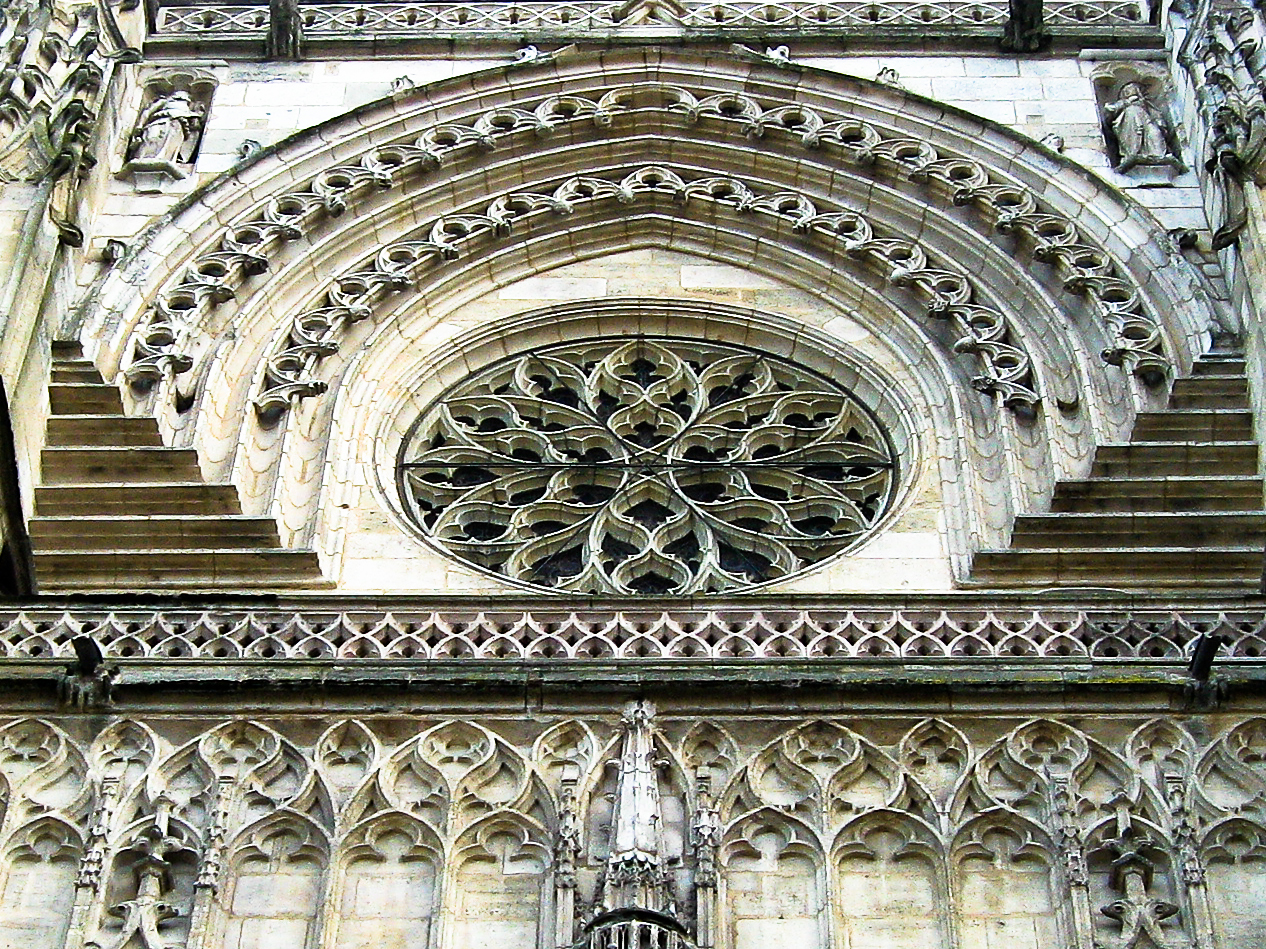
La rosace de la basilique.
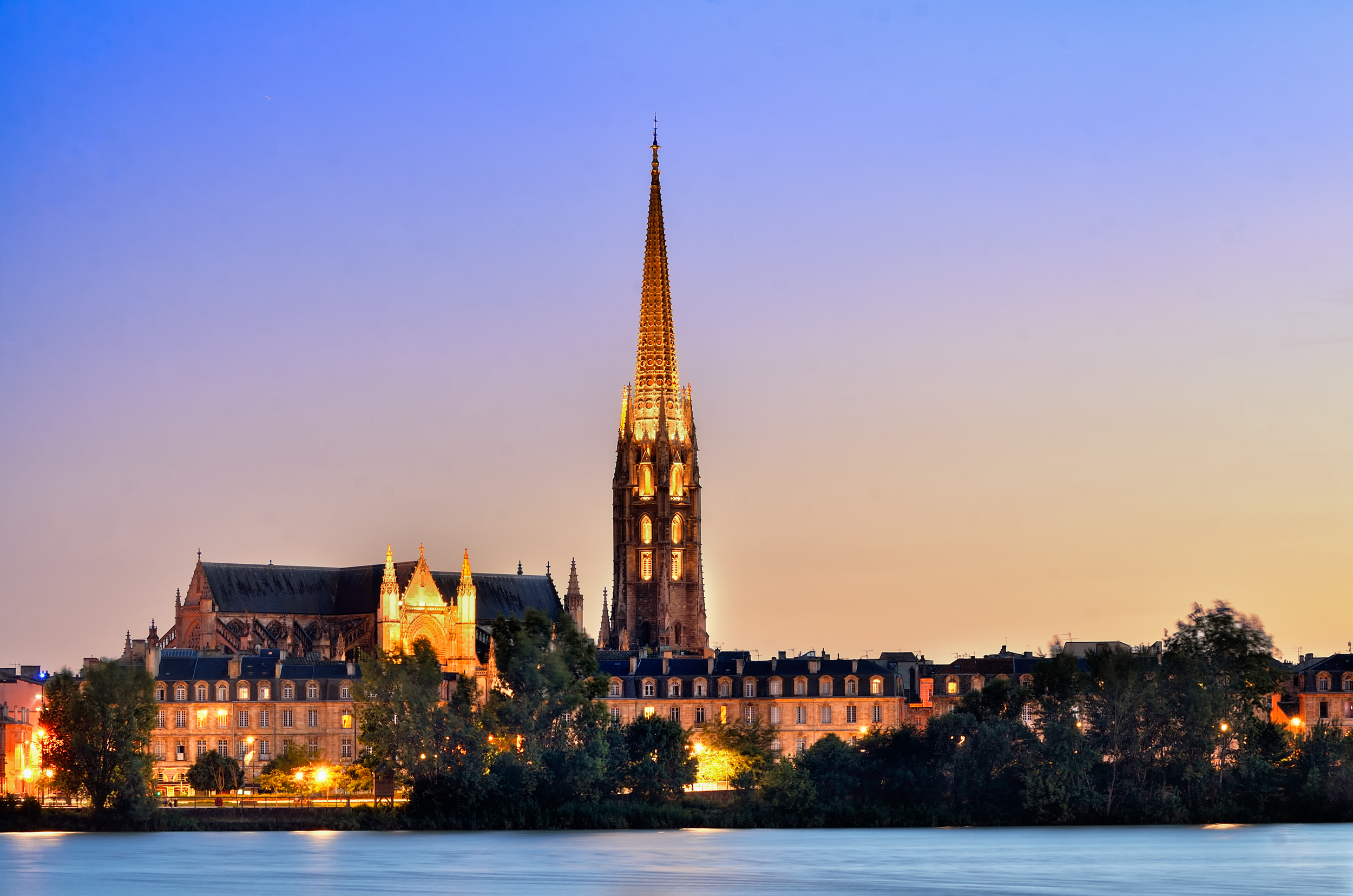
Vue du quai des Salinières avec la basilique en arrière-plan.

## Vie paroissiale
L'église Saint-Michel, l'abbatiale Sainte-Croix, l'église Saint-Jean et l'église du Sacré-Cœur forment le secteur pastoral de Saint Jean, regroupé en une paroisse confiée en 2021 à la famille spirituelle Regnum Christi.